# 사전발견
사전발견(事前發見, precovery)은 어떤 천체가 발견되고 난 후, 발견 이전의 데이터를 분석하여 그 천체가 찍힌 사진을 확인하는 과정이다.